# The Goat (film, 1918)
Pour les articles homonymes, voir Goat.
Pour plus de détails, voir Fiche technique et Distribution.
The Goat est une comédie muette américaine réalisée par Donald Crisp et sortie en 1918.

## Fiche technique
- Réalisation : Donald Crisp
- Scénario : Frances Marion
- Photographie : Henry Kotani

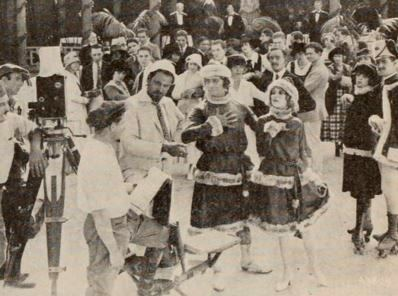
Prise de vue lors du tournage du film, avec Clarence Geldart et Fred Stone (parue dans Exhibitors Herald).

- Production : Artcraft Pictures Corporation, Famous Players-Lasky Corporation
- Distributeur : Paramount Pictures
- Durée : 50 minutes (5 bobines)[1].
- Date de sortie : 29 septembre 1918

## Distribution
- Fred Stone : Chuck McCarthy
- Fanny Midgley : Mme. McCarthy
- Charles McHugh (en) : M. McCarthy
- Rhea Mitchell : Bijou Lamour
- Sylvia Ashton : le bébé vampire
- Philo McCullough : Marmaduke X. Caruthers
- Winifred Greenwood : Molly O'Connors
- Charles Ogle : le directeur Graham
- Ernest Joy : le responsable du studio
- Clarence Geldart : le directeur de casting